# 필리프 린하르트
필리프 린하르트(독일어: Philipp Lienhart, 1996년 7월 11일 ~ )는 오스트리아의 프로 축구 선수로, 분데스리가 클럽 프라이부르크와 오스트리아 국가대표팀에서 센터백으로 활약하고 있다.

## 구단 경력

### 라피트 빈
니더외스터라이히주 릴리엔펠트에서 태어난 린하르트는 2008년 12세의 나이로 라피트 빈의 유소년 팀에 합류했다. 2013년 4월 16일, 오스트리아 레기오날리가 챔피언십에서 3-3으로 비긴 FCM 플라이어알람 트레이시르첸 아마추어와의 원정 경기에서 후반 교체 투입되어 오스트리아 레기오날리가에서 성인 대표팀에 데뷔했다.

### 레알 마드리드
2014년 8월, 린하르트는 정기적으로 영입된 후 레알 마드리드로 임대되었다. 그는 시즌 UEFA 유스리그에서 유소년 팀과 경쟁하여 7경기에 출전해 득점을 기록했고, 10월 22일 리버풀과의 조별 리그 원정 경기에서 3-2로 패했으며, 테르세라 디비시온의 C팀에도 출전했다.
첫 시즌이 끝난 후 린하르트는 80만 유로에 영구 계약되었고, 이후 지네딘 지단 감독에 의해 리저브로 승격되었다. 2015년 8월 30일, 그는 2-1로 승리한 라요 마하다온다에서 90분 내내 경기를 치르며 B팀 데뷔 전을 치렀다.

### 프라이부르크
2017년 7월 5일, 린하르트는 프라이부르크로 1년 임대되었다. 2018년 6월, 린하르트는 레알 마드리드에서 영구 계약을 맺었다고 발표했다. 이적료는 200만 유로에 보너스를 더한 것으로 추정되었다.

## 국가대표팀 경력
린하르트는 18세 이하, 19세 이하, 20세 이하, 21세 이하에서 오스트리아를 대표했다.
린하르트는 2017년 9월, 웨일스와 조지아와의 2018년 FIFA 월드컵 예선 전에서 제바스티안 프뢰들이 부상으로 기권한 후 오스트리아 국가대표팀에 처음으로 소집되었다. 그는 10월, 몰도바와의 예선 마지막 경기에서 90분 내내 경기를 치르며 데뷔 전을 치렀고, 1-0으로 승리했다.
오스트리아 국가대표팀에서의 첫 골은 2023년 11월 16일, 에스토니아와의 UEFA 유로 2024 예선 경기에서 기록했다.